# Søslangen
Søslangen el. Havslangen (Hydra) er et stjernebillede på den sydlige himmelkugle.